# Pottsville (Pennsylvania)
|  | Dieser Artikel wurde aufgrund von inhaltlichen Mängeln auf der Qualitätssicherungsseite des Projektes USA eingetragen. Hilf mit, die Qualität dieses Artikels auf ein akzeptables Niveau zu bringen, und beteilige dich an der Diskussion! Eine nähere Beschreibung der zu behebenden Mängel fehlt. |

Pottsville ist eine Stadt im Schuylkill County im US-Bundesstaat Pennsylvania. Sie ist der County Seat von Schuylkill County und liegt am Ufer des Schuylkill Rivers.
Laut Volkszählung von 2020 des US Census Bureaus hatte die Stadt 13.346 Einwohner. Sie nimmt eine Fläche von 10,9 km² ein.
In Pottsville befindet sich die Yuengling Brauerei, die 1829 gegründet wurde und von sich behauptet, die älteste Brauerei der USA zu sein.

## Geschichte
Sieben Bauwerke und Bezirke in der Stadt sind insgesamt im National Register of Historic Places (NRHP) eingetragen (Stand 23. November 2020), darunter der D.G. Yuengling and Son Brewing Complex, die Pottsville Armory und das Cloud Home.

## Bevölkerungsentwicklung
Pottsville weist seit der Volkszählung 1950 einen Rückgang der Einwohnerzahlen auf. Laut Volkszählung 2000 waren 95,73 % der Einwohner Weiße, 2,26 % Schwarze, der Rest andere und Mischlinge.

## Söhne und Töchter der Stadt
- Meredith Averill (* 1982), Drehbuchautorin und Fernsehproduzentin
- Gary Becker (1930–2014), Ökonom und Nobelpreisträger für Wirtschaft
- Charles N. Brumm (1838–1917), Politiker, Vertreter von Pennsylvania im US-Repräsentantenhaus
- Jack Dolbin (1948–2019), American-Football-Spieler
- George W. Edmonds (1864–1939), Politiker, Vertreter von Pennsylvania im US-Repräsentantenhaus
- Samuel Ehrhart (um 1861/62–1937), Künstler, Cartoonist und Illustrator
- Ronald William Gainer (* 1947), römisch-katholischer Geistlicher, Bischof von Harrisburg
- Allan Jaffe (1935–1987), Jazzmusiker, Betreiber der Preservation Hall in New Orleans
- Francis Jennings (1918–2000), Historiker
- George A. Joulwan (* 1939), General der US-Armee, Supreme Allied Commander Europe und Kommandeur des US European Command
- Robert Emmett Lee (1868–1916), Politiker, Vertreter von Pennsylvania im US-Repräsentantenhaus
- John O’Hara (1905–1970), Schriftsteller
- Cyrus Maffet Palmer (1887–1959), Politiker, Vertreter von Pennsylvania im US-Repräsentantenhaus
- Ralph Peters (* 1952), Oberstleutnant der US-Armee, Militärschriftsteller, -theoretiker und -analyst sowie Kolumnist
- Jerry Umberger (* 1942), Dartspieler
- Matthew Wachter (* 1976), Bassist der Band Angels & Airwaves
- Jude Wanniski (1936–2005), politischer Wirtschaftswissenschaftler, Publizist und Journalist
- Willie the New Guy (eigentlich: William Brehony), Schlagzeuger der Bloodhound Gang